# Wiki d'entreprise
 (novembre 2023).
Un wiki d'entreprise est un wiki qui permet la gestion des connaissances au sein d'une organisation.

## Différences avec les wikis classiques
La communauté concernée n’est pas construite à partir du wiki mais elle lui préexiste. De ce fait le wiki est souvent fermé : il n'est accessible qu'à un nombre limité de personnes. Cette logique très particulière est couramment mise en œuvre dans les wikis d'entreprises ou « corporate wikis », dont on peut mettre en avant les spécificités suivantes :
- On ne participe pas par altruisme[2], sur la base d’une démarche gratuite et volontaire, mais dans le cadre d’une organisation.
- Les informations partagées n’ont pas vocation à être diffusées en dehors de la communauté. Même à l’intérieur d’une entreprise donnée, on peut souhaiter limiter l’accès à certaines informations à un cercle donné de personnes. De ce fait, on s'éloigne de la philosophie d'ouverture du wiki et un logiciel comme MediaWiki n'est pas prévu pour mettre en place des contrôles d'accès différenciés, la solution consiste alors à créer un wiki par bloc de confidentialité au sein d'une entreprise[3]. Si l'on recherche un contrôle d'accès encore plus fin, des logiciels de wikis particuliers comme Confluence, Socialtext, TWiki ou XWiki peuvent être plus appropriés.

## Usages spécifiques des wikis d'entreprise
Les wikis d'entreprise ont également des usages spécifiques : du point de vue des activités pour lesquelles l'usage du wiki peut être profitable, voici les principaux usages qui en sont faits:

### En interne
- Base de connaissances et Transfert de connaissances ;
- Veille Collaborative sur les technologies ou la concurrence ;
- Gestion de contenu[5] et Partage d'Information ;
- Travail collaboratif, gestion de projet et notamment assistance au développement logiciel (écriture de la documentation technique, suivi des bogues, mise au point des spécifications fonctionnelles) ;
- Collaboration à distance (brainstorming, boite à idées) ;
- Organisation de l'entreprise (planning de vacances, répertoire des procédures, suivi des besoins en formation) ;
- Communication interne (comptes-rendus de réunions, pages « nouvelles de.. ») ;
- Partage de ressources ou Workflow (réservation de salles de réunions, de machines, application de processus d'entreprise).

### En externe
- Communication avec le client (établissement/validation d'un cahier des charges) ;
- Guides (installation et configuration de certains logiciels) ;
- Présentation d'Informations et centres de ressources.

Le partage de connaissances cède le pas à la coordination comme premier usage.

## Avantages[6]et impacts positifs d'un wiki en entreprise
- Réduire la masse de courriels et de fichiers échangés ;
- Limiter la duplication involontaire de documents et d'informations ;
- Conserver un historique des connaissances ;
- Améliorer la collaboration sur les informations ;
- Améliorer la navigation dans les informations

## Limites
Cependant, le wiki ici se trouve alors en concurrence avec les systèmes d'information existants plus spécialisés, notamment les progiciels de gestion intégrés (ERP). Pour faire fonctionner un processus comme le traitement de bons de commande ou la gestion de la paye, un ERP est nettement plus adapté qu'un wiki. De ce fait, les usages de type workflow d'un wiki sont essentiellement observés dans de petites entreprises.
Les wikis d'entreprise sont particulièrement bien adaptés pour la gestion des informations non structurées. Néanmoins, dans ce domaine, ils sont aussi en concurrence avec des logiciels comme Microsoft SharePoint (MSP).

### Comparaison  deSemantic MediaWikietXWikiavec Microsoft SharePoint (MSP)
Deux études comparatives entre MSP et d'une part le moteur Semantic MediaWiki et d'autre part le moteur XWiki font apparaître cependant plusieurs avantages à utiliser un wiki en entreprise plutôt que le logiciel propriétaire de Microsoft : 
- Meilleur classement et codification des informations ;
- Plus grande flexibilité ;
- Historique complet des versions ;
- Sécurité ;
- Rapidité de mise en place ;
- Coût.

mais aussi des désavantages : 
- MSP offre une meilleure gestion des documents Office
- Gestion fine des droits d'accès aux pages possible, dans le cas de Semantic MediaWiki

## Exemples d'entreprises ou d'organisations utilisant un wiki en interne
L'utilisation de Wiki en entreprise n'est pas une donnée communément partagée, cependant certaines entreprises communiquent volontairement sur l'utilisation d'un Wiki en interne. Le projet XWiki fournit une liste de projets utilisant un wiki.

### Intel Corporation
Intel Corporation est une des premières entreprises à revendiquer l'utilisation à grande échelle d'un Wiki d'entreprise basé sur Mediawiki, le même moteur Wiki utilisé par Wikipédia. Lancé en novembre 2005, il est utilisé par plus de 100 000 employés et comporte plus de 10 000 articles.

### Société Générale
La Société Générale a lancé un projet pilote en 2010 sur environ 3 000 employés pour l'adoption d'un réseau social d'entreprise comprenant une section Wiki avec le moteur Confluence. Le succès du pilote a poussé l'entreprise à souhaiter l'ouverture de ce wiki à l'ensemble de l'entreprise.

### La NASA[11]
Au sein du département des vols habités, la division des sorties extra véhiculaires utilise un wiki interne basé sur MediaWiki et Semantic MediaWiki afin de gérer les connaissances, les mettre en cohérence et les regrouper au sein d'une plateforme unique. 

### L'INRA[12]
L'INRA utilise une plateforme Wiki basée sur XWiki pour permettre la création de nouveaux wikis à la demande, pour des usages de partage d'informations en interne, ainsi que pour la documentation de projets en externe.